# Мос (Баден-Вюртемберг)
Мос (нім. Moos) — громада в Німеччині, знаходиться в землі Баден-Вюртемберг. Підпорядковується адміністративному округу Фрайбург. Входить до складу району Констанц.
Площа — 14,38 км2. Населення становить 3346 ос. (станом на 31 грудня 2020).